# Иткинеево
Иткинеево (баш. Эткенә) — село в Янаульском районе Республики Башкортостан Российской Федерации. Центр Иткинеевского сельсовета.

## География

### Географическое положение
Расположено по обеим берегам реки Янаулка. Расстояние до:
- районного центра (Янаул): 8 км,
- ближайшей ж/д станции (Янаул): 8 км.

## История
Известно несколько договоров об отдаче вотчинных земель башкир деревни Иткинеево Уранской волости Осинской дороги в аренду русским крестьянам, первый из которых датируется 1735 годом.
Сначала Иткинеево было национально-смешанным поселением: в 1748 году зафиксировано 20 мужчин из татар; 43 ясачных татарина участвовало в восстании Пугачёва. Впоследствии срок их припуска истёк и они перешли в другие населённые пункты.
В 1795 году в деревне было 37 дворов и проживало 229 башкир-вотчинников; 245 человек и 58 дворов показала VII ревизия в 1816 году.
Следующая (VIII) ревизия 1834 года учла 396 человек в 66 дворах.
В 1842 году жителями было засеяно 2160 пудов озимого и 2400 пудов ярового хлеба, то есть на одного жителя приходилось 11,5 пуда хлеба. Было 4 мельницы. На каждый из 66 дворов приходилось по 3 лошади, по 3 коровы, 1,5 овцы и по 1,8 козы. Занимались, кроме сельского хозяйства, лесным промыслом, пчеловодством (24 улья) и бортничеством (16 бортей).
В 1859 году взято на учет 717 человек в 129 дворах.
В конце 1865 года — деревня Иткинеева 3-го стана Бирского уезда Уфимской губернии, 181 двор и 803 жителя (439 мужчин и 364 женщины), башкиры. Имелась мечеть и при ней училище; жители занимались сельским хозяйством и лесным промыслом.
В 1896 году в деревне Иткинеева Байгузинской волости IV стана Бирского уезда — 229 дворов и 1359 жителей (703 мужчины, 656 женщин), 2 мечети, кузница, 2 мукомольные мельницы, бакалейная лавка и мастерская. По описанию, данному в «Оценочно-статистических материалах», деревня была расположена в 120 верстах от уездного города Бирска, в 50 верстах от пристани Николо-Берёзовка и в 15 верстах от деревни Айбуляк — двух главных мест сбыта сельхозпродукции. Деревня находилась в середине земельного участка, пашня была по неровной со склонами к востоку местности, на расстоянии до 3 верст от деревни, по водоразделу рек Каймаша, Аркача и Шады. Почва — сероватый суглинок глубиной 5—8 вершков, подпочва — бурая глина. Севооборот — трёхполье. Пахали сохами, было 30 веялок. 50 хозяйств практиковали удобрение. Скот башкирской породы, кроме выгона, пасся по пару, лесу и свободным полям и лугам. Выгон присельный, на низменности. Сенокос — суходольный, на сероватом суглинке. Лес был в виде кустарника среднего насаждения, испорченного порубкой и скотом; пользовались им без дележа. Топили дровами, полученными из своих дач в Осинском уезде Пермской губернии. В селении, кроме вышеупомянутых заведений, была общественная водяная мельница, а также 2 конные обдирки и 2 амбара. 70 домохозяйств сдавали в аренду земельные угодья.
По данным переписи 1897 года в деревне проживало 1313 жителей (652 мужчины и 661 женщина), из них 1292 были магометанами.
В 1906 году в деревне 234 двора и 1366 человек (701 мужчина, 665 женщин), 2 мечети и 3 бакалейные лавки.
По данным подворной переписи, проведённой в уезде в 1912 году, деревня Иткинеева входила в состав Иванаевского сельского общества Байгузинской волости. В ней имелось 281 хозяйство башкир-вотчинников (из них 2 безземельных), где проживал 1432 человека (703 мужчины, 729 женщин). Количество надельной земли составляло 4412 казённых десятин (из неё 640,74 десятины сдано в аренду), в том числе 3874 десятины пашни и залежи, 227 десятин сенокоса, 100 — леса, 50 — выгона, 100 десятин усадебной земли и 61 — неудобной земли. Также 257,55 десятин было арендовано. Посевная площадь составляла 1308,67 десятин, из неё 50,4 % занимала рожь, 37,3 % — овёс, 5,2 % — греча, 3,7 % — горох, 1,8 % — полба, остальные культуры (в основном картофель, просо, конопля и пшеница) занимали 1,4 % посевной площади. Из скота имелось 476 лошадей, 548 голов КРС, 760 овец и 22 козы. 15 человек занимались промыслами. 1 хозяйство держало 8 ульев пчёл.
После революции в 1919 году появилась начальная школа.
В 1920 году по официальным данным в деревне той же волости 287 дворов и 1398 жителей (659 мужчины, 739 женщин), по данным подворного подсчета — 1458 башкир в 299 хозяйствах. К 1925 году осталось 246 хозяйств.
В 1926 году деревня относилась к Янауловской волости Бирского кантона Башкирской АССР.
В 1930 году организован колхоз им. 1 Мая.
В 1939 году в деревне Иткинеево, центре Первомайского сельсовета Янаульского района — 1217 жителей (563 мужчины, 654 женщины).
В 1959 году здесь проживало 745 жителей (312 мужчин, 433 женщины).
В 1961 году колхоз переименован в колхоз им. Куйбышева. 
В 1970-м в селе Иткинеево, центре Иткинеевского сельсовета — 770 человек (341 мужчина, 429 женщин).
В 1979 году — 688 жителей (305 мужчин, 383 женщины). В 1989 году здесь 696 жителей (324 мужчины, 372 женщины).
В 2000 году колхоз имени Куйбышева преобразован в сельскохозяйственный производственный кооператив.
В 2002 году — 748 человек (380 мужчин, 368 женщин), башкиры (92 %).
В 2010 году — 675 человек (322 мужчины, 353 женщины).

## Население
| 2002 | 2009 | 2010 |
| ---- | ---- | ---- |
| 748  | ↗812 | ↘675 |

## Инфраструктура
Действуют основная школа (филиал Янаульского лицея), детский сад, сельский дом культуры с библиотекой, фельдшерско-акушерский пункт, почтовое отделение, 2 магазина.
Также имеются кладбище, зерноток и машинно-тракторная мастерская. Молочно-товарная ферма сейчас не действует. Рядом с селом находятся многочисленные нефтяные скважины.

## Религия
В селе есть мечеть.

## Люди, связанные с селом
- Абзанов, Шамси Садриевич (1894—1938) — экономико-географ, педагог, профессор (1932).